# Chrysolina capricornus
Chrysolina capricornus là một loài bọ cánh cứng trong họ Chrysomelidae. Loài này được Mikhailov miêu tả khoa học năm 2000.